# Chonocephalus bentacaisei
Chonocephalus bentacaisei är en tvåvingeart som beskrevs av Santos Abreu och Schmitz 1934. Chonocephalus bentacaisei ingår i släktet Chonocephalus och familjen puckelflugor. Inga underarter finns listade i Catalogue of Life.